# Park Narodowy Werrikimbe
Werrikimbe (Werrikimbe National Park) – park narodowy położony w stanie Nowa Południowa Walia w Australii, około 90 km na wschód od miasta Walcha i 80 km na zachód od Wauchope.
Park jest częścią rezerwatu Gondwana Rainforests of Australia, wpisanego na listę światowego dziedzictwa UNESCO.